# Seher Aydar
Seher Aydar (nacida el 10 de septiembre de 1989, Turquía) es una política noruega de ascendencia kurda. Es miembro del Partido Rojo y fue elegida para el Parlamento Noruego en las elecciones parlamentarias de 2021.

## Primeros años y educación
Aydar nació en una familia de Konya, donde vivió hasta que emigró a Noruega a la edad de once años. En Noruega, creció en Fredrikstad. Ha trabajado en un jardín de infancia y ha sido activista política desde temprana edad, especialmente en organizaciones centradas en los derechos de las mujeres y los kurdos.

## Carrera política
Ha desempeñado un papel destacado dentro del Partido Rojo, antes, entre 2017 y 2021, fue suplente en el Parlamento Noruego por Oslo. Además, asesoró a su partido en los departamentos de salud y educación. Ha mostrado apoyo al Partido Democrático de los Pueblos en Turquía y también a los desarrollos de los derechos kurdos en Siria bajo la Administración Autónoma del Norte y Este de Siria. En septiembre de 2021, fue elegida para el Parlamento Noruego representando al partido Rojo.